# Albert Milambo
Albert Milambo Mutamba (Mbuji-Mayi, 1º dicembre 1984) è un calciatore della Repubblica Democratica del Congo, centrocampista dell'Académica Lobito.

## Carriera

### Club
Nel 2005, dopo aver giocato in patria con il Vita Club, si trasferisce in Francia, al Le Havre. Nella stagione 2007-2008 gioca sia nella prima che nella seconda squadra. Nel 2008 passa al Beauvais. Nel 2009 viene acquistato dal Cannes. Nel 2010 torna al Beauvais, militandovi fino al 2013. Nel 2013 si trasferisce in Angola, al Progresso. Nel 2016 gioca al Primeiro de Agosto. Nel 2017 viene acquistato dall'Académica Lobito.

### Nazionale
Ha debuttato in Nazionale nel 2004. Ha partecipato, con la Nazionale, alla Coppa d'Africa 2006. Ha collezionato in totale, con la maglia della Nazionale, 30 presenze.

## Palmarès

### Club

#### Competizioni nazionali
- Girabola: 1

Primeiro de Agosto: 2016